# Art esquemàtic
L'art esquemàtic és un estil d'art rupestre de l'arc mediterrani de la península Ibèrica. Present en tota la península Ibèrica amb formes diferents, que està caracteritzat per la simplicitat de les representacions humanes i d'animals, reduïdes a unes línies bàsiques, i per la presència d'una sèrie de motius geomètrics que, de vegades, recorden parts del cos humà i es relacionen amb les seues creences, a manera d'ídols. Les pintures esquemàtiques presenten sovint un traç irregular de vores poc precises.
Les troballes valencianes i andaluses han permés situar l'origen d'aquesta manifestació artística en el Neolític i la seua perduració fins a l'inici de l'edat dels metalls, ja en el III mil·lenni aC.
Aquest estil és molt freqüent en les pintures rupestres de la zona de la serra d'Aitana, a la província d'Alacant. Es poden trobar pintures d'aquest estil en:
- Alcoletja (el Comtat)
  - Barranc de Frainos. Abric I
  - Morro Carrascal. Abric I
- Alfafara (el Comtat)
  - Barranc d'Alpadull. Abric I
  - Barranc d'Alpadull. Abric II
  - Barranc d'Alpadull. Abric III
- Beniarrés (el Comtat)
  - Penya del Benicadell.
- Benimassot (el Comtat)
  - Coves Roges. Abric II
  - Abric de l'Esmoladora.
- Cocentaina (el Comtat)
  - Abric de l'Alberri.
  - Abric de la Paella.
  - Abric de la Penya Banyà.
- Fageca (el Comtat)
  - Barranc de les Salemes. Abric I
- Famorca (el Comtat)
  - Barranc de la Fita. Abric II
  - Barranc de la Fita. Abric III
  - Barranc de la Fita. Abric IV
  - Barranc de la Fita. Abric V
  - Barranc dels Pouets. Abric II
- Alcalalí (la Marina Alta)
  - Abric del Seguili.
- Benissa (la Marina Alta)
  - Pinos. Abric I
- Castell de Castells (la Marina Alta)
  - Barranc de Bitla. Abric I
  - Barranc de Bitla. Abric II
  - Barranc de Famorca. Abric II
  - Barranc de Famorca. Abric III
  - Barranc de Famorca. Abric IV
  - Barranc de Famorca. Abric V
  - Covalta. Abric II
  - Covalta. Abric IV
  - Racó Gorgori. Abric I
  - Racó Gorgori. Abric II
  - Racó Gorgori. Abric III
  - Racó Gorgori. Abric IV
  - Racó Gorgori. Abric V
- Vall de Laguar (la Marina Alta)
  - Barranc de l'Infern. Conjunt I. Abric I
  - Barranc de l'Infern. Conjunt II. Abric II i III
  - Barranc de l'Infern. Conjunt III. Abric I, II, III, IV, V i VI
  - Barranc de l'Infern. Conjunt IV. Abric I, II, III, IV i V
  - Barranc de l'Infern. Conjunt V. Abric I
  - Barranc de l'Infern. Conjunt VI. Abric II
  - Racó de la cova dels Llidoners. Abric I
- Teulada (la Marina Alta)
  - Balma del Barranc del Bou.
- Tormos (la Marina Alta)
  - Barranc de la Palla. Abric I
- Xàbia (la Marina Alta)
  - Cova del Barranc del Migdia.
- L'Orxa (el Comtat)
  - Cova Llarga
- Planes (el Comtat)
  - Abric de Cantacuc.
  - Barranc dels Garrofers. Abric I
  - Barranc dels Garrofers. Abric II
  - Abric de la Gleda
- Tollos (el Comtat)
  - Coves Roges. Abric II
  - Coves Roges. Abric III
- Alcoi (l'Alcoià)
  - La Sarga. Abric II
  - La Sarga. Abric III
  - Barranc de les Coves. Abric I
  - Barranc de les Coves. Abric II
  - Barranc de les Coves. Abric IV
- Penàguila (l'Alcoià)
  - Barranc del Salt. Abric I
  - Barranc del Salt. Abric II
  - Barranc del Salt. Abric III
  - Barranc del Salt. Abric IV. Arc de Santa Llúcia
  - Barranc del Salt. Abric V
  - Barranc del Salt. Abric VI
  - Port de Penàguila. Abric II
- Vall d'Ebo (la Marina Alta)
  - Abric de les Torrudanes.
- Vall de Gallinera (la Marina Alta)
  - Barranc de Benialí. Abric I
  - Barranc de Benialí. Abric II
  - Barranc de Benialí. Abric III
  - Barranc de Benialí. Abric IV
  - Barranc de Benialí. Abric V
  - Barranc de la Cova Jeroni. Abric I
  - Barranc de la Cova Jeroni. Abric II
  - Cova Jeroni.
  - Barranc de la Cova Negra. Abric I
  - Barranc d'En Grau. Abrigo I
  - Barranc de la Magrana. Abric I
  - Benirrama. Abric I
  - Racó del Pou. Abric I
- Altea (la Marina Baixa)
  - Penya de l'Ermita del Vicari.
- Benimantell (la Marina Baixa)
  - Barranc de l'Arc. Abric I
  - Penya Roc.
- Bolulla (la Marina Baixa)
  - Barranc de Bolulla
- Confrides (la Marina Baixa)
  - Barranc del Sort. Abric I
  - Port de Confrides. Abric I
  - Port de Confrides. Abric III
- Tàrbena (la Marina Baixa)
  - Sa Cova de ses Lletres o Penya Escrita, a la Serra del Ferrer.
- Xaló (la Marina Alta)
  - La Cova del Mançano, a la partida de Masserof.

Els altres dos estils rupestres de l'arc mediterrani de la península Ibèrica són l'art llevantí i l'art macroesquemàtic.